# Цазин (громада)
Цазин (хорв. Općina Cazin, босн. Opština Cazin, серб. Општина Цазин) — боснійська громада, розташована в Унсько-Санському кантоні Федерації Боснії і Герцеговини. Адміністративним центром є місто Цазин.
| Боснія і Герцеговина | Це незавершена стаття з географії Боснії і Герцеговини. Ви можете допомогти проєкту, виправивши або дописавши її. |